# Gazi Husrev Beg

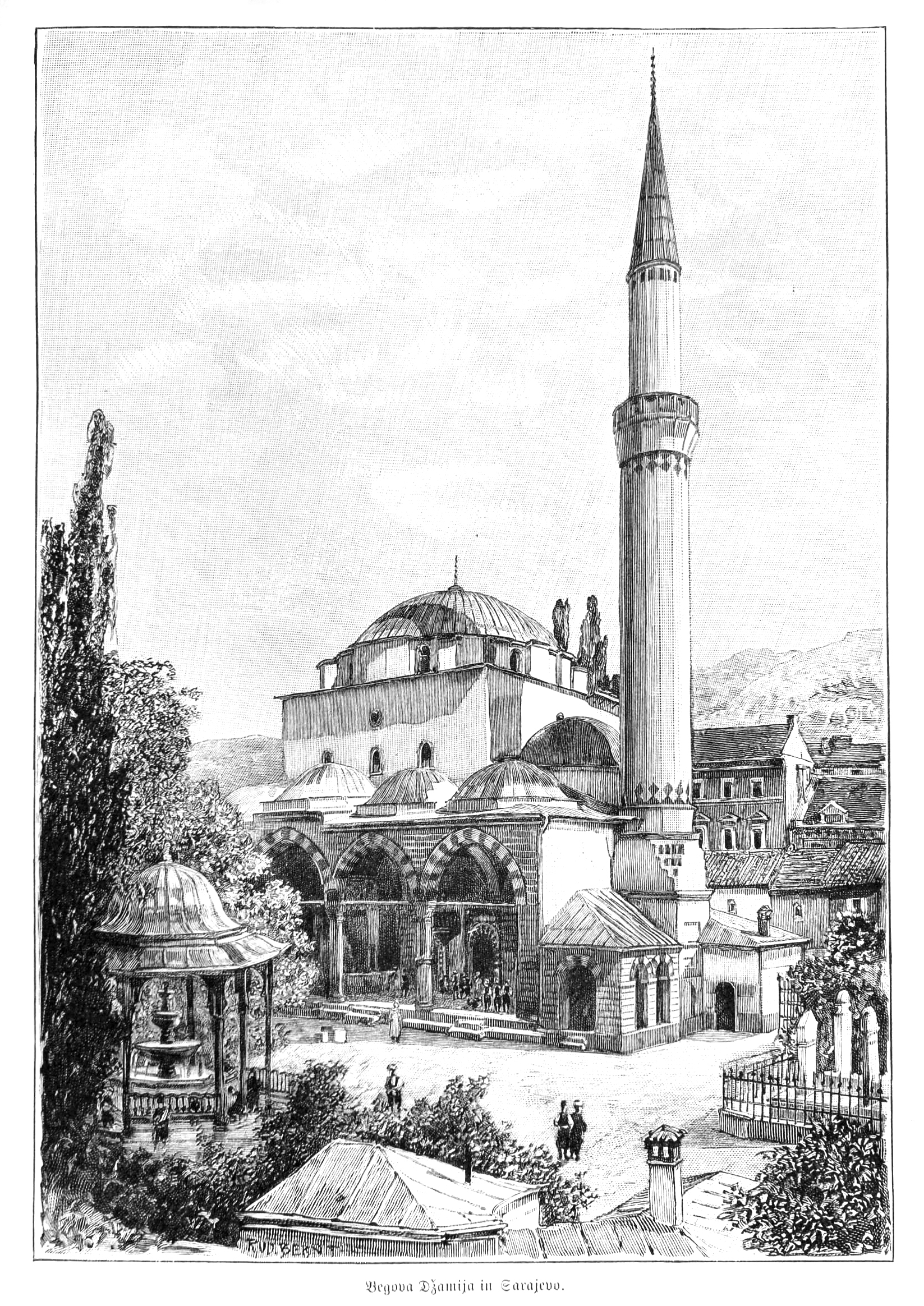
Gazi-Husrev-Beg-Moschee

Gazi Husrev-beg (* 1480 in Serras, Osmanisches Reich (heute Griechenland); † 1541 in Mokro in Drobnjaci, Montenegro) war Bey des Sandschaks Bosnien im Osmanischen Reich.
Sein Vater war ein Bosniake aus Trebinje, während seine Mutter eine Tochter Sultans Bayezid II. war. Als Feldherr eroberte er in weniger als drei Jahren Knin, Skradin und Ostrovica. Nach diesen militärischen Erfolgen wurde Gazi Husrev-beg, gemäß der Entscheidung des Dīwāns der Hohen Pforte, der Regierung des Osmanischen Reiches, zum Bey (beg) des bosnischen Sandschaks (Sandschak-Bey) ernannt.
Er eroberte anschließend die befestigten Städte Greben, Sokol, Jezero, Vinac, Vrbaski Grad, Livač, Karmatin, Bočac, Udbina, Vrana, Modruč und Požega.
Neben dem militärischen Erfolg hatte Gazi Husrev-beg einen enormen Einfluss auf die Entwicklung Bosniens, vor allem in der Stadt Sarajevo. Er erneuerte die Kaisermoschee und baute die berühmte Gazi-Husrev-Beg-Moschee, eine Bibliothek, eine Madrasa (Islamische Schule), die Sahat-kula (Uhrturm), das Krankenhaus und viele andere berühmte Gebäude.
Gazi Husrev-beg wurde während eines Aufstands in Montenegro im Jahr 1541 getötet. Sein Leichnam wurde nach Sarajevo überführt und wurde in einem Türbe nahe seiner Moschee begraben. Über den Türen zu den Grabstätten steht geschrieben: „Möge jeden Tag Gottes Gnade und Segen auf ihn fallen“.